# Wyścig armatniej kuli II
Wyścig armatniej kuli II lub Wyścig Cannonball II (tytuł oryg. Cannonball Run II) – hongkońsko-amerykański komediowy film akcji z 1984.
Film w weekend otwarcia na 1 lipca 1984 roku zarobił 8 223 948 dolarów amerykańskich w Stanach Zjednoczonych, na 5 sierpnia 1984 roku dochód zwiększył się do 28 078 073 dolarów amerykańskich. W Niemczech film zarobił 11 309 776 dolarów amerykańskich, w Szwecji 3 081 245 korony szwedzkiej.

## Fabuła
Kontynuacja komedii Wyścig armatniej kuli z 1981 roku. Arabski szejk organizuje samochodowy wyścig w Stanach Zjednoczonych, a jako nagrodę proponuje zdeponowany milion dolarów. Jednocześnie każe swemu synowi wygrać za wszelką cenę. Do wyścigu staje szereg barwnych postaci z szalonym kaskaderem J.J. McClure’em (Burt Reynolds) na czele. Rozpoczyna się pełen zwariowanych przygód wyścig.

## Obsada
Źródło: Filmweb
- Burt Reynolds – J.J. McClure
- Dom DeLuise – Victor Prinzi/Don Canneloni, ojciec Don Dona
- Shirley MacLaine – Veronica
- Marilu Henner – Betty
- Dean Martin – Jamie Blake
- Sammy Davis Jr. – Morris Fenderbaum
- Telly Savalas – Hymie Kaplan
- Charles Nelson Reilly – Don Don Canneloni
- Susan Anton – Jill
- Catherine Bach – Marcie
- Jackie Chan – Jackie
- Richard Kiel – Arnold, kierowca Mitsubishi
- Tony Danza – Terry
- Mel Tillis – Mel
- Abe Vigoda – Caesar
- Michael V. Gazzo – Sonny
- Alex Rocco – Tony
- Henry Silva – Slim
- Jack Elam – doktor Nikolas Van Helsing
- Doug McClure – niewolnik szejka
- Jamie Farr – szejk Abdul Ben Falafel
- Ricardo Montalbán – król, ojciec szejka
- Frank Sinatra – Frank Sinatra
- Joe Theismann – Mack, mechanik pomagający Jill i Marcie
- Jim Nabors – Homer Lyle
- Dub Taylor – szeryf
- George Lindsey – wujek Cal
- Tim Conway – funkcjonariusz patrolu
- Don Knotts – funkcjonariusz patrolu
- Shawn Weatherly – dziewczyna Blake’a
- Molly Picon – pani Goldfarb
- Sid Caesar – wędkarz
- Louis Nye – wędkarz
- Foster Brooks – wędkarz
- Dale Ishimoto – japoński biznesmen

## Nagrody i nominacje
W 1985 roku podczas Golden Screen dystrybutor zdobył nagrodę Golden Screen. Podczas 6. rozdania nagród Złotych Malin Shirley MacLaine, Sammy Davis Jr. i Hal Needham byli nominowani w kategorii Najgorsza aktorka, Najgorszy aktor drugoplanowy i Najgorszy reżyser. W kategorii Najgorszy scenariusz byli nominowani Albert S. Ruddy, Hal Needham i Harvey Miller. Susan Anton i Marilu Henner byli nominowani w kategorii Najgorsza aktorka drugoplanowa. Burt Reynolds był nominowany w kategorii Najgorszy aktor, tę nominację otrzymał również za rolę w Gorący towar. Film był nominowany w kategorii Najgorszy film.